# Bière blanche
Pour les articles homonymes, voir Blanche.

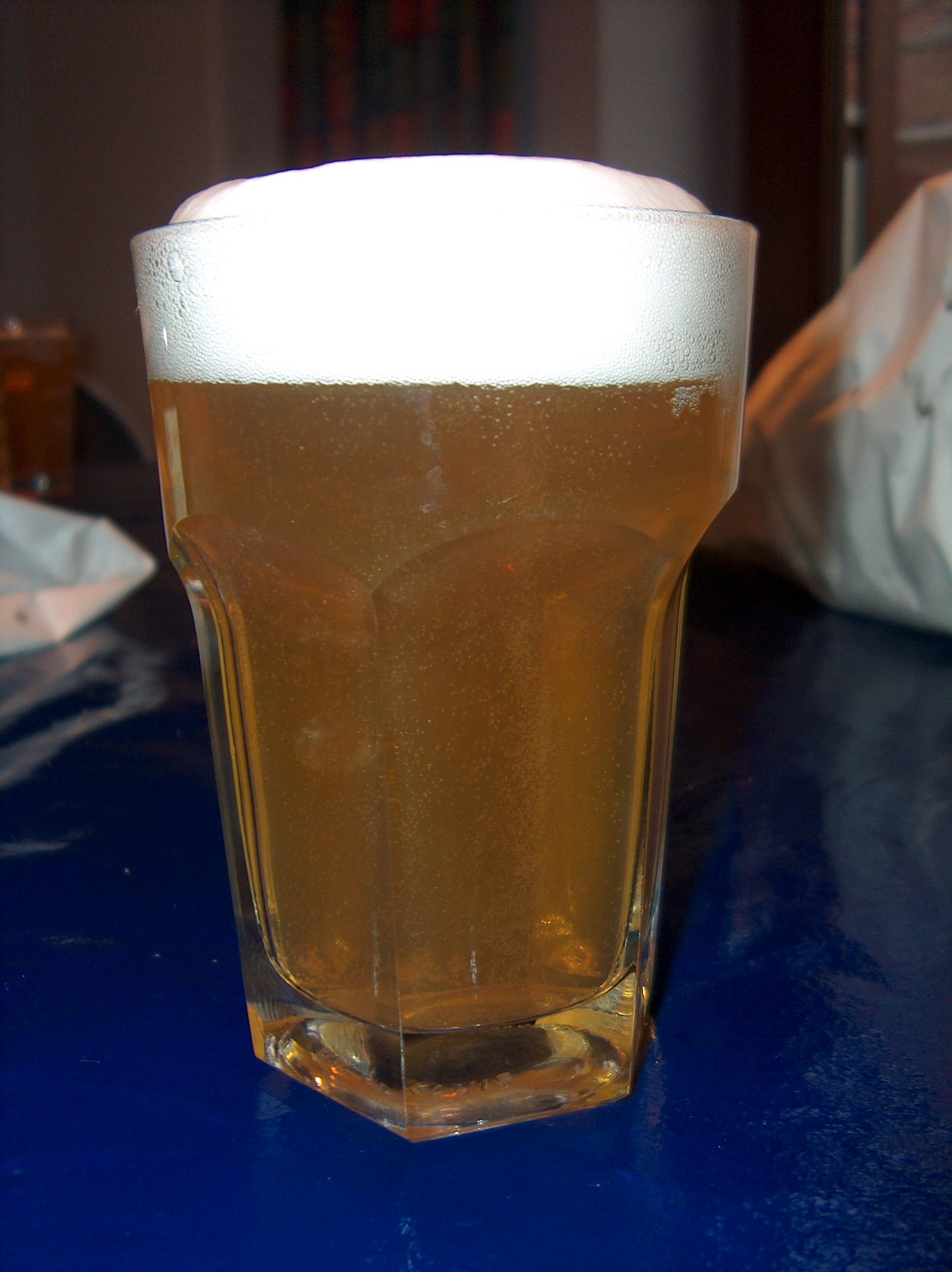
Une bière blanche belge dans un verre.

Les bières blanches sont des bières brassées avec une forte proportion de froment, malté ou non. Il existe deux grandes traditions de bière « blanche » : en Belgique (Witbier ou Tarwebier) et en Bavière (Weizenbier).
Les bavaroises ne contiennent que du malt et du houblon ; les différents degrés de torréfaction du malt différencient les catégories Hell (claire) et Dunkel (sombre). La catégorie Hell filtrée est appelée Kristall.
Le nom de la « blanche » entraîne souvent une confusion due à une proximité phonétique des mots allemands Weizen (froment) et weiß (blanc). Il se peut qu'au Moyen Âge les méthodes de fabrication des deux bières se soient ressemblées beaucoup. Cependant, de nos jours, il s'agit de deux types de bières très différentes. Les bières d'origine allemande sont toujours brassées à base de malt de froment ainsi que de houblon, mais elles ne contiennent jamais d'autres épices ni de céréales non maltées. La Weizenbier ou Weißbier (terme bavarois pour Weizenbier) peut donc être considérée comme une autre sorte de bière, tout comme les gueuze qui sont troubles et contiennent, elles aussi, du froment, mais ne sont pour cela pas appelées « blanches ».
Les bières blanches produites dans les autres pays sont le plus souvent proches de la bière blanche belge.

## Bière belge

### Données techniques
- Teneurs moyennes :
  - en malt d'orge : 50 - 60 %
  - froment non malté : 10 - 50 %
  - malt de froment : 25 - 50 %
  - avoine/sarrasin : 0,1 - 5 %
  - Houblon
  - Levure

- Caractéristiques :
  - couleur : 2 à 4 SRM
  - amertume : 10 à 20 IBU
  - densité : entre 1.008 et 1.015
  - pH : 4 - 4,5

### Histoire
En Belgique, la région d'origine de la blanche (appelée aussi witbier ou tarwebier) est Louvain et ses alentours, qui s'était fait un nom concernant la production d'une bière assez buvable vers le XIVe siècle. Dans la petite ville de Hoegaarden, des moines étaient à l'origine de l'utilisation de coriandre et d'écorces d'orange curaçao pour affiner la bière. À l'époque, cette région faisait partie des Pays-Bas bourguignons et ils profitaient de leur bons contacts avec les marchands néerlandais qui dominaient le marché des épices à l'époque. Après avoir presque disparu du marché dans les années cinquante, relancée par Pierre Celis à partir de 1966 et ayant connu un succès foudroyant dans le milieu estudiantin en Belgique au début des années 1980, elle est aujourd'hui produite dans de nombreux pays tels que la Belgique, les Pays-Bas, le Luxembourg, la France, le Canada et les États-Unis.
Vers le milieu du XIXe siècle, G. Lacambre, ingénieur et ancien directeur de brasserie à Louvain, analysa scientifiquement les différentes méthodes de production de blanche et essaya de les améliorer. Ces études sont décrites dans son Traité complet de la fabrication de bières et de la distillation des grains, pommes de terre, vins, betteraves, mélasses, etc. publié en 1851. Cet ouvrage servait aussi de référence à Ad. Frentz en 1872 pour son Livre de poche du fabricant de bière blanche publié à Bruxelles par l'imprimerie Laurent frères.

### Brassage
Ce sont des bières de fermentation haute contenant du froment non malté, non filtrées ce qui leur donne cet aspect laiteux qui est à l'origine de leur nom. De nos jours, la levure utilisée est la Saccharomyces cerevisiae.

## Quelques bières blanches

### Allemagne
- Andechser Hefeweissbier ;
- Erdinger Hefe Weissbier ;
- Hofbräu Münchner Weisse ;
- Löwenbräu Hefe Weissbier ;
- Maisel’s Weisse ;
- Paulaner Hefe – Weissbier ;
- Schöfferhofer Hefeweizen ;
- Schneider Weisse Original ;
- Franziskaner Weissbier.

### Belgique
- Bertinchamps B+ Blanche, Brasserie de Bertinchamps ;
- Blanche Brunehaut, Brasserie de Brunehaut ;
- Blanche de Bruxelles, Brasserie Lefebvre, Quenast ;
- Blanche de Charleroi, Brasserie du Val de Sambre, Gozée ;
- Blanche de Mons ( Douffe Blanche[1] ) ;
- Blanche de Haecht, Brasserie Haacht, Boortmeerbeek ;
- Blanche de Hoegaarden et Hoegaarden speciale, Brasserie Hoegaarden (AB InBev), Hoegaarden ;
- Blanche des Honnelles, Abbaye des rocs, Montignies-sur-Roc ;
- Blanche de Namur, Brasserie du Bocq, Purnode ;
- Blanche de neiges, Florisgaarden Witbier, Brasserie Huyghe, Melle ;
- Blanche Dentergems, Brasserie Riva, Dentergem ;
- Blanche du Lion pour Delhaize par Brasserie De Smedt, Opwijk ;
- Blanche Steendonk, Brasserie Palm, Steenhuffel ;
- Blanche Wittekerke, Brasserie De Brabandere, Bavikhove ;
- Blanchette de Gaume, Brasserie Millevertus, Tintigny ;
- Brugs, Alken-Maes, Alken ;
- Canaille, Brasserie Grain d'Orge, Hombourg ;
- Fagnes Blanche, Brasserie des Fagnes, Mariembourg ;
- Mater bière blanche, Brasserie Roman, Audenarde ;
- Limburgse Witte, Brasserie Cornelissen, Bree ;
- Oxymore, Brasserie Oxymore, Gouvy ;
- Pink Killer, Brasserie de Silly, Silly ;
- Titje, Brasserie de Silly, Silly ;
- Trouffette Belle d'été, Brasserie de Bastogne, Vaux-sur-Sûre ;
- Watou'switbier, Brasserie Van Eecke, Watou ;
- Witte Pol, Brasserie Inter-Pol, Houffalize ;

### France
- Meteor Blanche, Brasserie Meteor, Hochfelden ;
- Meteor Hefeweizen, Brasserie Meteor, Hochfelden ;
- Edelweiss, Brasserie de l'Espérance Heineken, Schiltigheim ;
- Fischer Blanche,  Brasserie de l'Espérance Heineken,  Schiltigheim ;
- Colomba, Brasserie Pietra, Corse ;
- Blanche Hermine, Brasserie Lancelot, Roc-Saint-André.
- La Goudale blanche, Brasserie Goudale
- Kronenbourg 7.2 blanche maltée, Brasserie Kronenbourg
- La Bête blanche, Brasserie Obernai

### Pays-Bas
- La Trappe Witte Trappist, bière trappiste blanche ;
- Wieckse witte, Heineken ;
- Witte Raaf, Hertog Jan, Arcen ;
- Korenwolf, Gulpener Bierbrouwerij (nl), Gulpen.

### Autres pays
. Gold Blanche (Madagascar)
- Blanche de Redange, Redange-sur-Attert  (Luxembourg) n'existe plus depuis février 2006 ;
- Celis White (en Europe), brasserie De Smet, Celis Brewery, Austin, Texas (États-Unis) ;
- Blanche de Chambly, Unibroue, Chambly, Québec (Canada) ;
- Cheval Blanc, Brasseurs RJ, Québec (Canada) ;
- Blue Moon, Molson Coors, États-Unis ;
- Calvinus blanche, Calvinus, Genève, Suisse) ;
- Engelszell Nivard, bière trappiste blanche, Autriche ;
- Grodziskie (constitue aussi un type de bière historique[2]), Grodzisk Wielkopolski Pologne.

### Pages connexes
- Bière
- Houblon